# NGC 2207 och IC 2163
NGC 2207 och IC 2163 är två kolliderande spiralgalaxer på ungefär 80 miljoner ljusårs avstånd från jorden. NGC 2207 upptäcktes av John Herschel den 24 januari 1835 i stjärnbilden Stora hunden (Canis Major), medan IC 2163 upptäcktes av Herbert Howe den 11 februari 1898.

## Karaktär
Den större spiralgalaxen, NGC 2207, klassificeras som en mellanliggande spiralgalax med en svag inre ringstruktur runt den centrala staven. Den mindre följeslagna spiralgalaxen, IC 2163, klassificeras som en stavspiralgalax. Den uppvisar också en svag inre ring och en förlängd spiralarm som sannolikt sträcks ut via tidvattenkrafter med ursprung i den större följeslagaren.
Från jorden sett får de två galaxerna tillsammans ett "ögonlikt" utseende. Detta är typiskt för kolliderande galaxer med prograd rotation och tidvattenkrafter i planet. Därmed dras galaxringarna ut till något som mer kan likna ellipser.
Båda galaxerna innehåller en stor mängd stoft och gas och börjar uppvisa ökad stjärnbildningstakt, vilket kan ses i infraröda bilder. Tillsammans antas de numera årligen skapa ett drygt 20-tal nya stjärnor liknande vårt solsystems sol.

## Sammansmältande galaxer
NGC 2207 håller på att kollidera och smälta samman med IC 2163. Till skillnad från fallet med NGC 4038/NGC 4039 (Antenngalaxerna) och med NGC 4676 (“Musgalaxerna”), så är de fortfarande två separata spiralgalaxer. De är således bara i början av processen.
Datorsimuleringar har noterat att de två galaxerna sedan 40 miljoner år tillbaka långsamt glider isär från varandra. Gravitationskrafter beräknas dock åter dra galaxerna närmare varandra i framtiden. Om ungefär en miljard år förväntas de ha smält samman och blivit en elliptisk galax eller kanske en skivgalax.
Vintergatan antas vara en av många galaxer som skapats på ett liknande sätt, genom att galaxer över flera miljarder år kolliderat med varandra och smält samman.

## Supernovor
Minst fem (vissa nämner sju stycken) supernovor har observerats i NGC 2207:
- SN 1975A (typ Ia, magnitud 14,4) upptäcktes av Justus R. Dunlap den 15 januari 1975.[15][16][17]
- SN 1999ec (typ Ib, magnitud 17,9) upptäcktes av Lick Observatory Supernova Search (LOSS) den 2 oktober 1999.[18][19][20]
- SN 2003H (typ Ib, magnitud 17,8) upptäcktes av LOTOSS (Lick Observatory och Tenagra Observatory Supernova Searches) den 8 januari 2003, belägen halvvägs mellan de två galaxerna.[21][22][23]
- SN 2013ai (typ II, magnitud 17,4) upptäcktes av E. Conseil den 1 mars 2013.[24][25]
- AT 2019eez (typ II, magnitud 16,7) upptäcktes av ASAS-SN den 27 april 2019.[26][27]

Minst en (vissa nämner även här sju stycken) supernova har observerats i IC 2163:
- SN 2018lab (typ II, magnitud 18,493) upptäcktes av Distance Less Than 40 Mpc Survey (DLT40) den 29 december 2018.[28][29]

Dessutom har en supernova observerats i utkanten av gruppen: SN 2010jp (typ IIn, magnitud 17,2) upptäcktes av The CHilean Automatic Supernova sSearch (CHASE) den 11 november 2010.

## Observationer
I november 1999 observerades galaxerna med Hubbleteleskopet; en av bilderna från observationen finns i faktarutan till höger. I april 2006 tog Spitzerteleskopet en titt på galaxerna (se galleriet nedan).

## Galleri

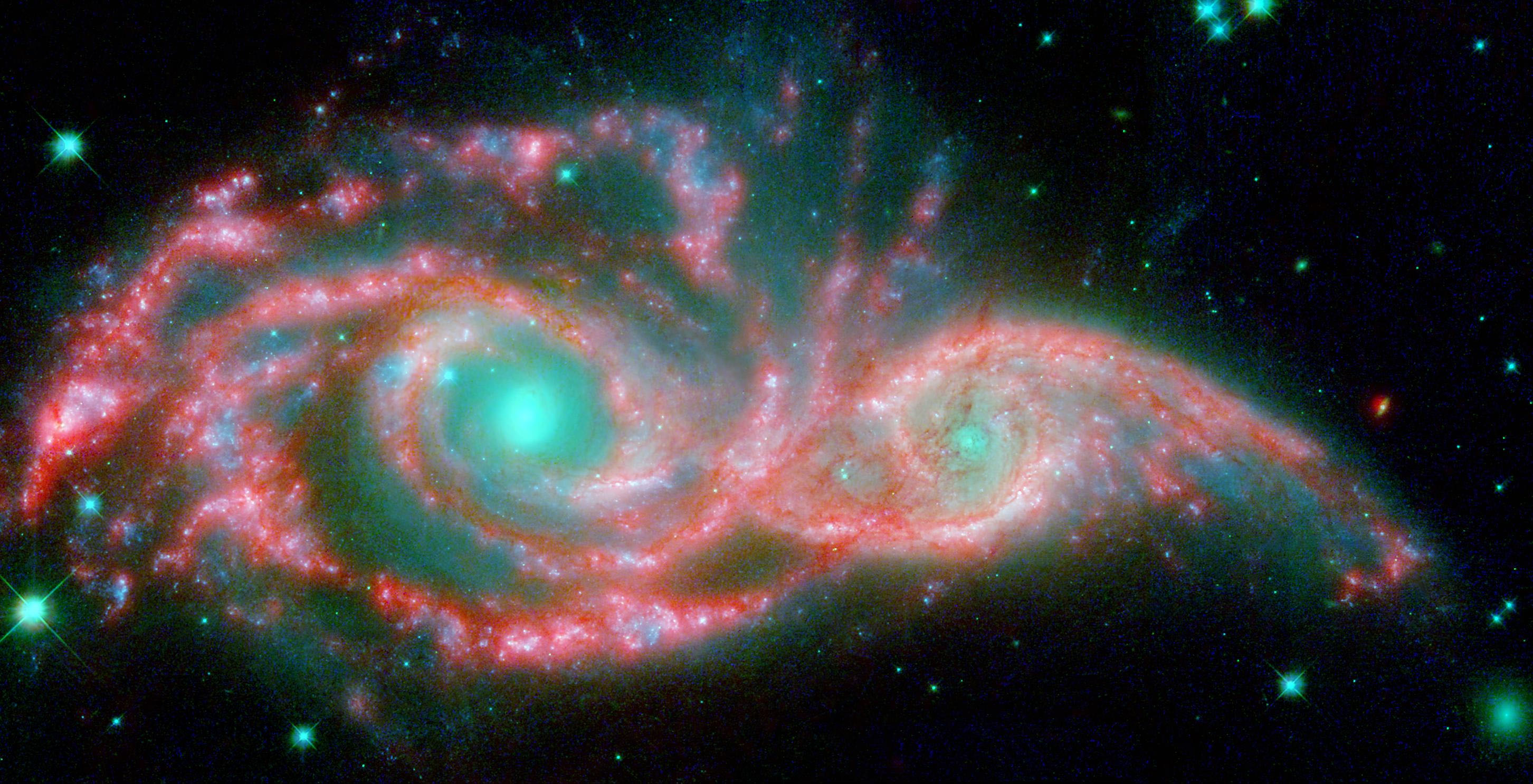
Ett foto i infrarött ljus av NGC 2207 och IC 2163 med Spitzerteleskopet.
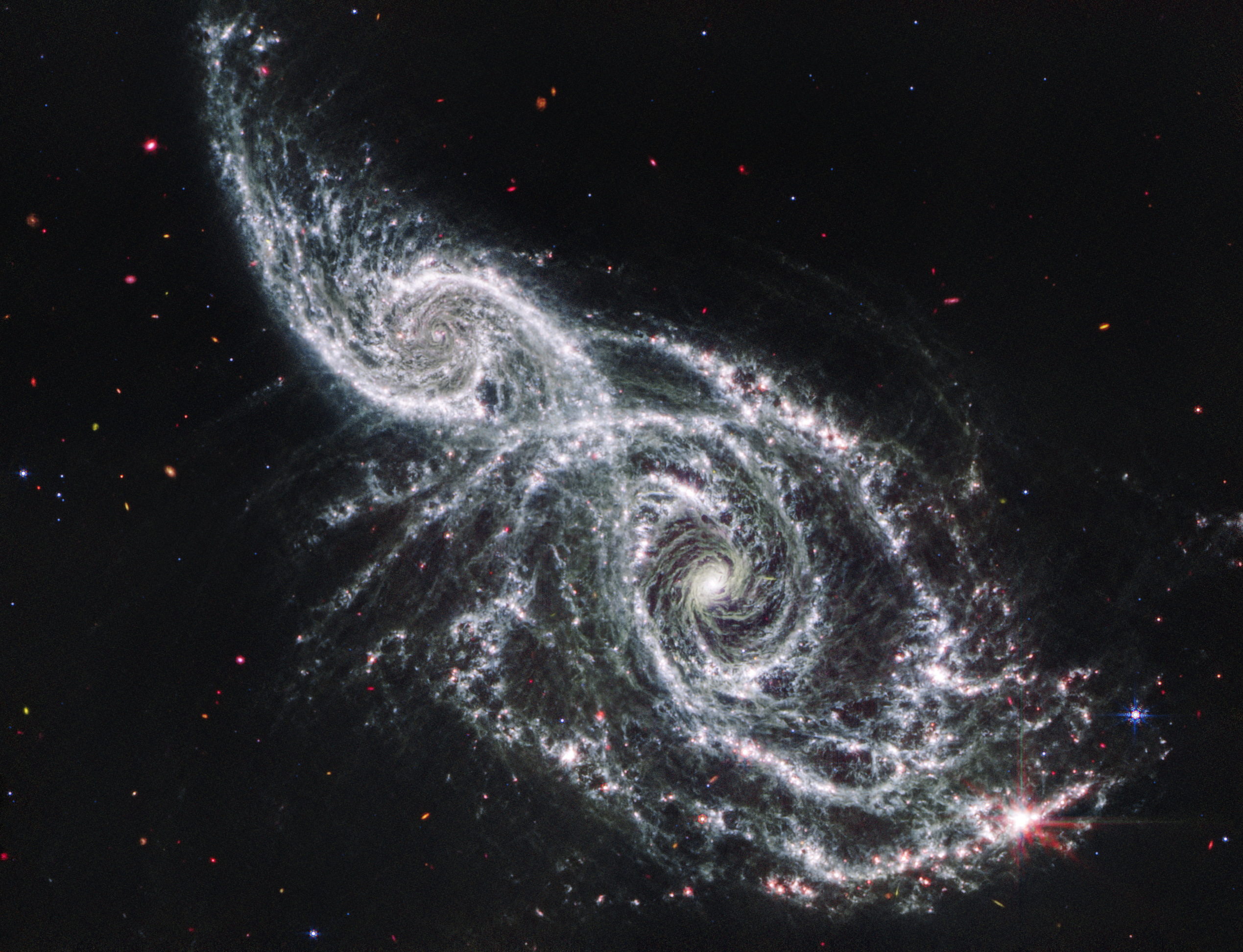
MIRI-bild av NGC 2207 och IC 2163, tagen med James Webb-teleskopet.